# مونتاژ ایستگاه فضایی بین‌المللی

انیمیشن مونتاژ ایستگاه فضایی بین‌المللی

روند مونتاژ ایستگاه فضایی بین‌المللی (ISS) از دهه ۱۹۹۰ در حال انجام است. زاریا، اولین ماژول ISS، توسط یک موشک پروتون در ۲۰ نوامبر ۱۹۹۸ پرتاب شد. مأموریت شاتل فضایی STS-88 دو هفته پس از پرتاب زاریا دنبال شد و یونیتی، اولین ماژول از سه گره را به ارمغان آورد و آن را به زاریا متصل کرد. این هسته ۲ ماژوله ISS، بدون خدمه برای یک سال و نیم بعدی باقی ماند تا اینکه در ژوئیه ۲۰۰۰ ماژول روسی Zvezda توسط یک موشک پروتون به فضا پرتاب شد و به حداکثر خدمه سه فضانورد یا فضانورد اجازه داد تا به‌طور دائم در ISS باشند.
ISS دارای حجم تحت فشار تقریباً ۱٬۰۰۰ متر مکعب (۳۵٬۰۰۰ فوت مکعب)، جرم تقریباً ۴۱۰٬۰۰۰ کیلوگرم (۹۰۰٬۰۰۰ پوند)، تقریباً ۱۰۰ کیلووات توان خروجی و خدمه هفت نفره است. ساخت ایستگاه کامل به بیش از ۴۰ پرواز مونتاژ نیاز داشت. از سال ۲۰۲۰، 36 پرواز شاتل فضایی عناصر ISS را تحویل دادند. سایر پروازهای مونتاژ شامل ماژول‌هایی بود که توسط فالکون ۹، موشک پروتون روسی یا در مورد پیرس و پویسک، موشک سایوز-یو بلند شده بودند.
برخی از ماژول‌های بزرگتر عبارتند از:
- زاریا (راه اندازی ۲۰ نوامبر ۱۹۹۸)
- ماژول یونیتی (راه اندازی شده در ۴ دسامبر ۱۹۹۸، همچنین به عنوان Node 1 شناخته می‌شود)
- Zvezda (راه اندازی در ۱۲ ژوئیه ۲۰۰۰)
- ماژول آزمایشگاهی سرنوشت (راه‌اندازی شده در ۷ فوریه ۲۰۰۱)
- ماژول هارمونی (راه‌اندازی شده در ۲۳ اکتبر ۲۰۰۷ که با نام Node 2 نیز شناخته می‌شود)
- تاسیسات مداری کلمب (۷ فوریه ۲۰۰۸ پرتاب شد)
- ماژول آزمایش ژاپنی (در چند پرواز بین سال‌های ۲۰۰۸ و ۲۰۰۹ راه اندازی شد)
- پانل‌های خورشیدی خرپایی، اصلی و iROSA (پنل‌های بدون فشار، خرپایی و اصلی که در چند پرواز بین سال‌های ۲۰۰۰ تا ۲۰۰۹ راه‌اندازی شدند، iROSAهایی که بین سال‌های ۲۰۲۱ تا ۲۰۲۳ راه‌اندازی شدند، مجموعه نهایی iROSA برای ارسال در سال ۲۰۲۵ برنامه‌ریزی شده است)
- Nauka (MLM-U) (راه‌اندازی شده در ۲۱ ژوئیه ۲۰۲۱)

## لجستیک

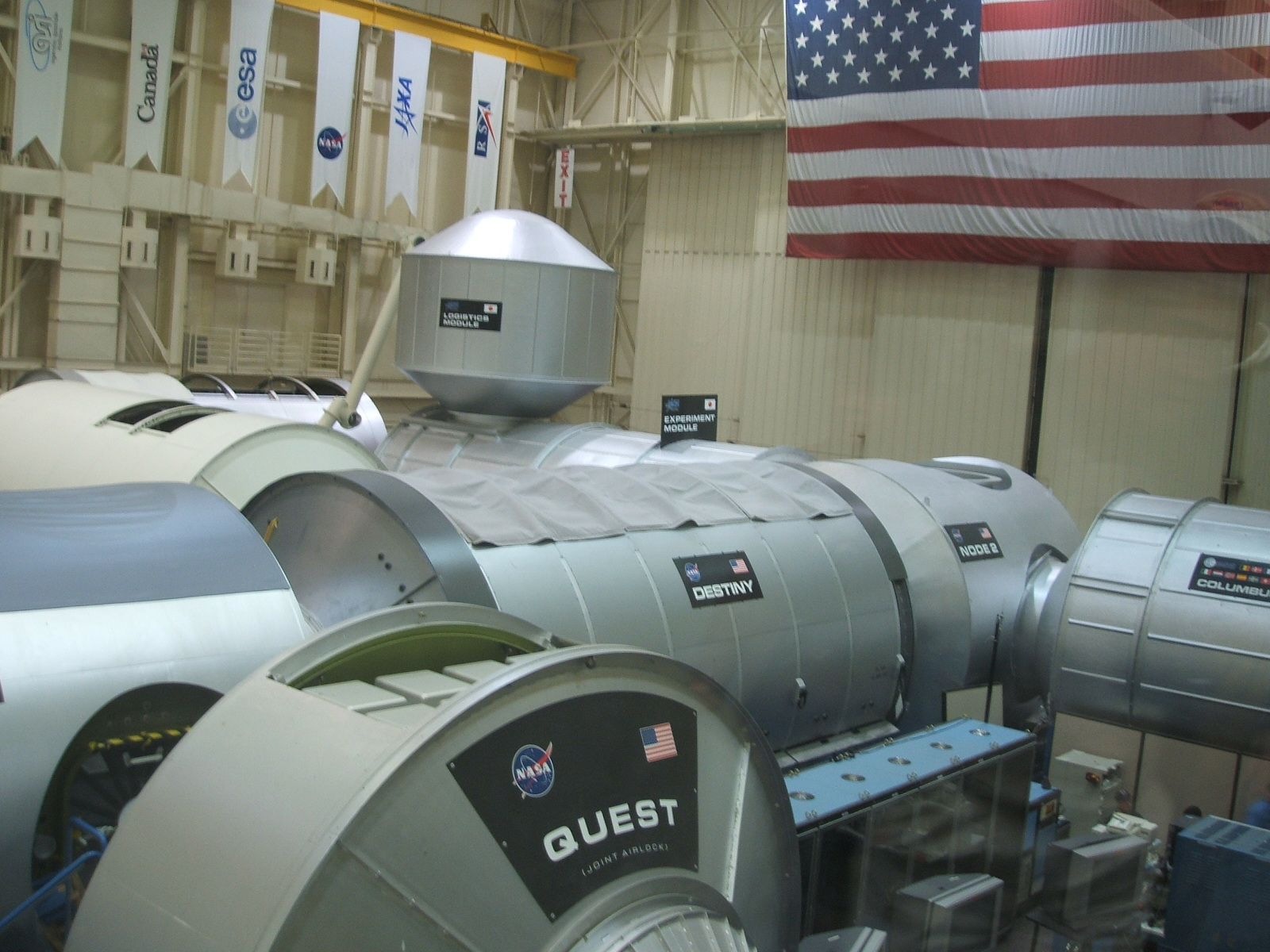
ماکت ایستگاه فضایی بین‌المللی در مرکز فضایی جانسون در هیوستون، تگزاس.

ایستگاه فضایی در مدار زمین در ارتفاع تقریبی ۴۱۰ کیلومتر (۲۵۰ مایل) قرار دارد، نوعی مدار که معمولاً به آن مدار پایینی زمین می‌گویند (ارتفاع واقعی در طول زمان به دلیل کشش و راه اندازی مجدد اتمسفر چندین کیلومتر تغییر می‌کند) و در مدت زمان حدود ۹۰ دقیقه به دور زمین می‌چرخد.
در مجموع ۱۴ مدول اصلی تحت فشار قرار بود تا تاریخ تکمیل آن در سال ۲۰۱۰ بخشی از ISS باشند تعدادی بخش کوچکتر تحت فشار به آنها اضافه خواهد شد (سفینه فضایی سایوز، ناقل پروگرس، قفل‌های هوایی Quest و Pirs، و همچنین به‌طور دوره ای وسیله نقلیه انتقال H-II).
بخش مداری ایالات متحده در سال ۲۰۱۱ پس از نصب طیف‌سنج مغناطیسی آلفا در طی مأموریت STS-134 تکمیل شد. مونتاژ قطعه مداری روسیه از زمان نصب ماژول Rassvet در سال ۲۰۱۰ در طول مأموریت STS-132 در یک وقفه نامحدود قرار داشته است. ماژول آزمایشگاه علمی ناوکا شامل اتاق‌های جدید خدمه، تجهیزات پشتیبانی حیاتی است که می‌تواند اکسیژن و آب تولید کند. ناوکا در ابتدا قرار بود در سال ۲۰۰۷ به ایستگاه فضایی بین‌المللی تحویل داده شود، اما هزینه‌های بیش از حد و مشکلات کنترل کیفیت آن، این بخش از پروژه را برای بیش از یک دهه به تعویق انداخت. ماژول Nauka سرانجام در ژوئیه ۲۰۲۱ راه اندازی شد و پس از چند روز در کنار ماژول Zvezda پهلو گرفت.
برنامه‌هایی برای اضافه کردن ۲ یا ۳ ماژول دیگر وجود دارد که در اواسط دهه ۲۰۲۰ به Prichal متصل می‌شوند. افزودن ماژول‌های روسی بیشتر به ماژول Zvezda کمک زیادی می‌کند زیرا رایانه‌های فرمان مرکزی نصب شده اولیه Zvezda دیگر کار نمی‌کنند و ژنراتورهای اکسیژن Elektron آن قابل تعویض نیستند و پس از چندین نقص در سال ۲۰۲۰ دوباره برای مدت کوتاهی از کار می‌افتند. در ماژول‌های روسی، تمام سخت‌افزارها با نصب دائمی تجهیزات راه اندازی می‌شوند. جایگزینی سخت‌افزار مانند بخش مداری ایالات متحده غیرممکن است. این مشکل احتمالی با Zvezda زمانی آشکار شد که در اکتبر ۲۰۲۰ توالت، اجاق گاز و الکترون همگی به‌طور همزمان دچار مشکل شدند و فضانوردان مجبور به تعمیرات اضطراری شدند.
ISS، پس از تکمیل، شامل مجموعه‌ای از ماژول‌های تحت فشار ارتباطی متصل به یک خرپا است که چهار جفت بزرگ ماژول فتوولتائیک (پانل‌های خورشیدی) روی آن‌ها وصل شده‌اند.

## فاجعه کلمبیا و تغییرات در طرح‌های ساخت و ساز

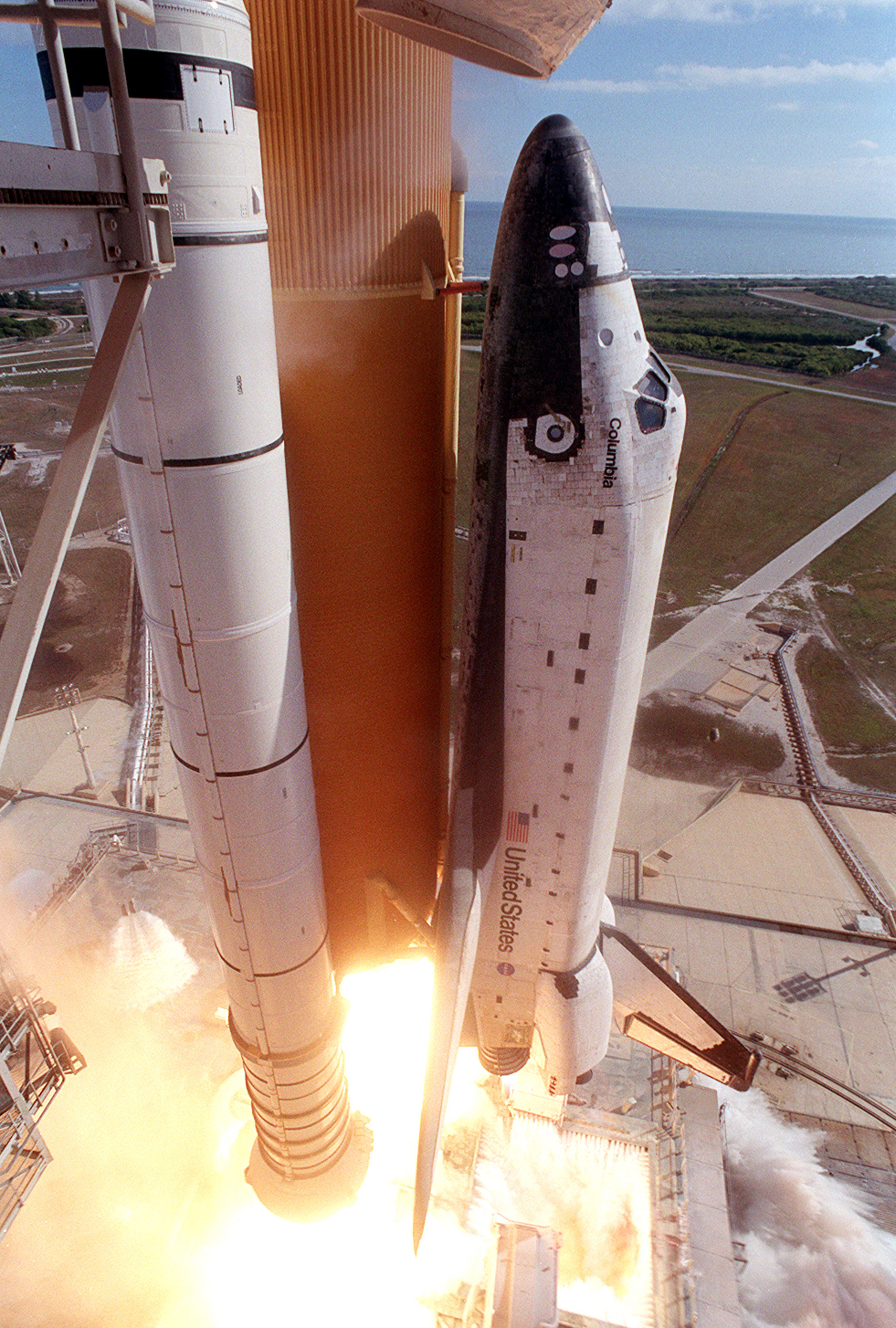
کلمبیا در حال انجام ماموریت نهایی خود است.

### فاجعه و پیامدهای آن
پس از فاجعه شاتل فضایی کلمبیا در ۱ فوریه ۲۰۰۳، ابهاماتی در مورد آینده ISS وجود داشت. تعلیق دو سال و نیم بعدی برنامه شاتل فضایی ایالات متحده و به دنبال آن مشکلاتی برای از سرگیری عملیات پرواز در سال ۲۰۰۵، موانع بزرگی بودند.
برنامه شاتل فضایی در ۲۶ ژوئیه ۲۰۰۵ با مأموریت اس‌تی‌اس-۱۱۴ دیسکاوری پرواز را از سر گرفت. هدف از این مأموریت در ایستگاه فضایی بین‌المللی، هم آزمایش اقدامات ایمنی جدیدی بود که از زمان فاجعه کلمبیا به اجرا درآمد و هم برای تحویل تجهیزات به ایستگاه. اگرچه این مأموریت با موفقیت انجام شد، اما بدون خطر نبود. فوم توسط مخزن خارجی ریخته شد و ناسا را مجبور کرد تا اعلام کند که ماموریت‌های آینده تا زمانی که این مشکل حل نشود زمین‌گیر خواهند شد.
بین فاجعه کلمبیا و از سرگیری پرتاب‌های شاتل، تبادل خدمه صرفاً با استفاده از فضاپیمای روسی سایوز انجام شد.

## توالی مونتاژ

عناصر ISS

ISS از ۱۶ ماژول تحت فشار تشکیل شده است: شش ماژول روسی (Zarya، Zvezda , Poisk , Rassvet , Nauka، و Prichal)، هشت ماژول ایالات متحده (BEAM, Leonardo, Harmony, Quest, Tranquility, Unity, Cupola, and Destiny) یک ماژول ژاپنی (Kibō) و یک ماژول اروپایی (Columbus)
حداقل یک ماژول تحت فشار روسی (Pirs) تاکنون از مدار خارج شده است.

## ماژول‌های لغو شده
- ماژول کنترل موقت - پس از راه اندازی Zvezda مورد نیاز نیست
- ماژول پیشرانه ISS - پس از پرتاب Zvezda مورد نیاز نیست
- ماژول سکونت (HAB) - با لغو ماژول سکونت، مکان‌های خواب اکنون در سراسر ایستگاه پخش شده است.
- وسیله نقلیه بازگشت خدمه (CRV) - با فضاپیمای خدمه ای که همیشه به ایستگاه لنگر انداخته‌اند جایگزین شده است (سایوز، اسپیس ایکس دراگون ۲)
- ماژول اسکان سانتریفیوژ (CAM) - به هارمونی (گره ۲) متصل می‌شد.
- نمایش سانتریفیوژ ناتیلوس-ایکس - در صورت تولید، این سانتریفیوژ اولین نمایش در فضا از سانتریفیوژ در مقیاس کافی برای اثرات مصنوعی G جزئی خواهد بود. برای تبدیل شدن به یک ماژول خواب برای خدمه ایستگاه فضایی طراحی شده بود.[۸]
- پلتفرم برق علمی (SPP) - تا حدودی توسط سکوهای سلول خورشیدی ایالات متحده، برق در اختیار بخش‌های روسیه قرار خواهد گرفت.
- ماژول‌های تحقیقاتی روسی (RM1 و RM2) - جایگزین ماژول آزمایشگاهی چند منظوره (Nauka) شده است.
- ماژول اتصال جهانی (UDM) - به همراه ماژول‌های تحقیقاتی که قرار بود به آن متصل شوند لغو شد
- ماژول برق علمی (NEM) - در آوریل ۲۰۲۱ لغو شد و به عنوان ماژول اصلی ایستگاه خدمات مداری پیشنهادی روسیه (ROSS) استفاده شد.[۹][۱۰]

## هزینه
ایستگاه فضایی بین‌المللی به‌عنوان گران‌ترین آیتم ساخته شده تا کنون شناخته می‌شود که حدود ۱۵۰ میلیارد دلار (USD) هزینه دارد، که گران‌تر از Skylab (هزینه ۲٫۲ میلیارد دلار آمریکا) و Mir (4.2 میلیارد دلار آمریکا) است.